# Calvert Cliffs State Park
Le Calvert Cliffs State Park est une zone de loisirs publique située à Lusby, dans le comté de Calvert, dans le Maryland. 

## Présentation
Le Calvert Cliffs State Park protège une partie des falaises qui s'étendent sur 38 km le long du flanc est de la péninsule de Calvert, du côté ouest de la baie de Chesapeake, de Chesapeake Beach vers le sud jusqu'à Drum Point,. 
Le parc d'État est connu pour l'abondance de fossiles principalement de la sous-époque du Miocène moyen que l'on peut trouver sur le rivage.